# Maria Santissima della Fontana

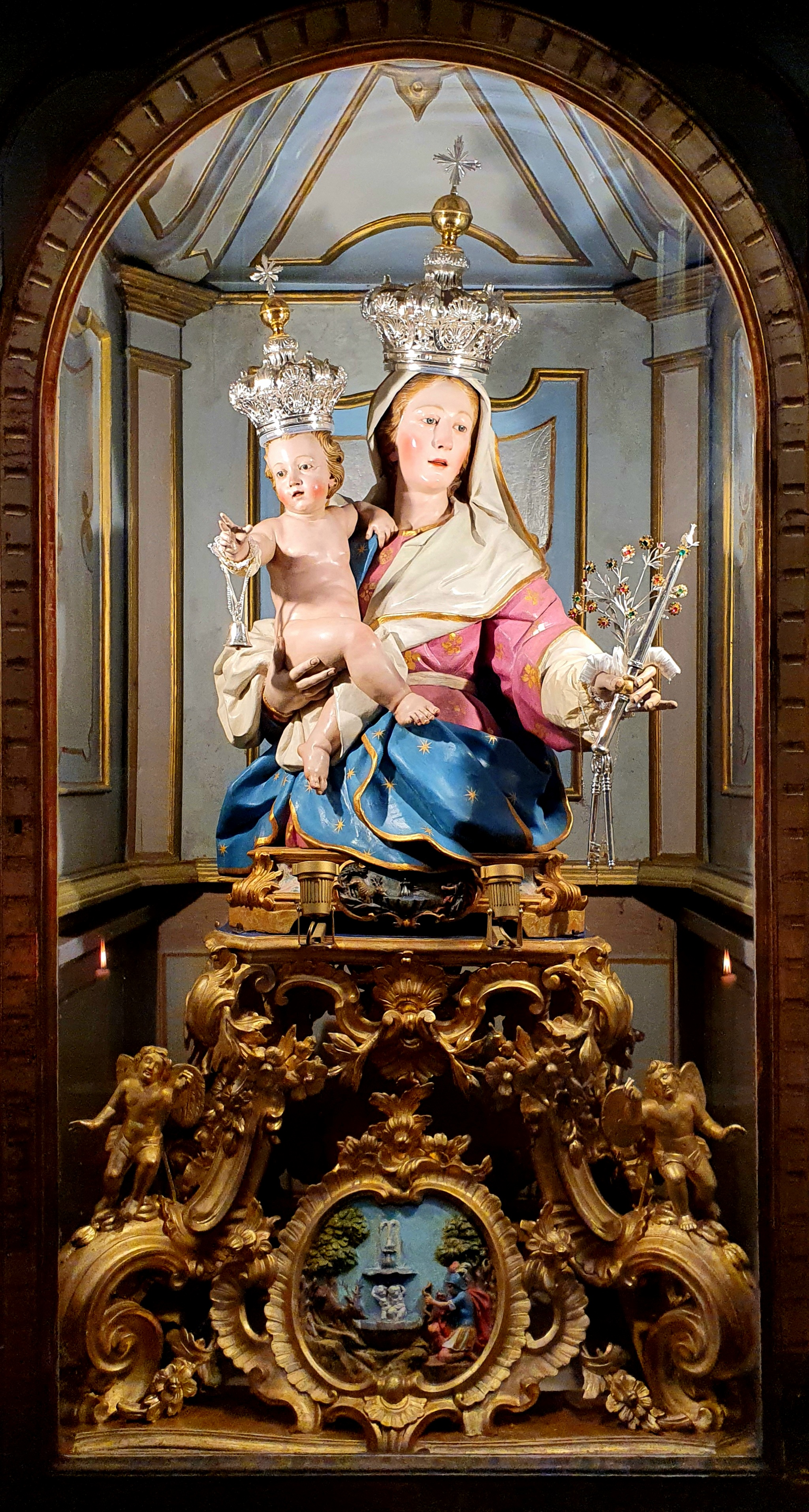
Simulacro ligneo della Madonna della Fontana col Bambino (XVIII sec.)

Maria Santissima della Fontana è la patrona della città di Francavilla Fontana (in dialetto francavillese: "Matonna Tì La Funtana") (Diocesi di Oria). La festa principale è il 14 settembre.

## Storia e leggenda
Agli inizi del regno di Roberto I d'Angiò, era principe di Taranto suo fratello Filippo d'Angiò. Un giorno quest'ultimo, recandosi a Casevetere (borgo originario di Francavilla Fontana), si recò insieme alla sua corte verso villa del Salvatore, per una battuta di caccia. Tra i cacciatori c'era il nobile Elia Marrese che, vedendo un cervo, gli scoccò una freccia che stranamente ritornò indientro, anziché colpire la preda. Meravigliato per questo evento prodigioso, si accorse che il cervo era genuflesso ad una fonte, come se venerasse qualcosa. Avvertito il principe, quest'ultimo fece diradare la selva e si accorsero che ivi c'era una piccola grotta, nella quale era l'immagine della Vergine Maria con il Bambino in braccio.
Il principe meravigliato si prostrò a terra e venerò insieme al suo seguito la Madonna, decidendo che da allora tutti la venerassero sotto il titolo di Maria della Fontana.
La scoperta di questa sacra immagine avvenne il 14 settembre 1310. 
Qualche anno dopo, con Breve apostolico del 23 agosto 1332 di papa Giovanni XXII, si concesse l'indulgenza plenaria a tutti i fedeli che avessero visitato l'immagine il 14 settembre di ogni anno.
Il principe ordinò di edificare una chiesa in onore della Vergine della Fontana.